# Castello della Torre
Il castello della Torre è un castello medievale che si trova nel paese di Mezzolombardo in provincia di Trento.

## Storia
Il nucleo originario del castello è costituito dalla cosiddetta torre grande, che risale probabilmente al XIII secolo. Essa costituiva un posto di controllo dei traffici lungo la sottostante strada per la val di Non ed era di proprietà dei von Metz.
Nel 1541 il principe vescovo di Trento Cristoforo Madruzzo elevò a feudo il castello della Torre e ne investì Sigismondo Spaur. Questi ne iniziò un'opera di ricostruzione, aggiungendovi altre due altre torri più piccole e rendendo più comodo e ampio l'edificio residenziale, trasformandolo quindi in una dimora signorile. I lavori continuarono anche dopo la morte di Sigismondo, avvenuta nel 1544.
Al Cinquecento risale anche la chiesa di Sant'Appolonia che si trova all'interno del giardino del castello.
Nel 1638 vi nacque Giovanni Michele Spaur, principe vescovo di Trento dal 1695 al 1725.
Gli Spaur rimasero proprietari del castello fino alla prima metà del XIX secolo quando passò ai conti Welsperg. In seguito il maniero fu venduto alla Cassa di Risparmio di Trento e Rovereto che, a sua volta, lo vendette nel 1940 a Rinaldo Tamanini.
Oggi il castello è di proprietà privata e non può essere visitato se non in caso di eventi pubblici.